# Вулиця Бориславська (Львів)
Вулиця Бориславська — вулиця у Шевченківському районі міста Львів, місцевість Замарстинів. Пролягає від вулиці Заводської углиб промислової зони, завершується глухим кутом. Станом на кінець 2000-х років фактично не існує.

## Історія та забудова
Вулиця виникла наприкінці XIX століття, у 1898 році отримала назву Вільчків, на честь львівської патриціанської родини XVII—XVIII століть. Після встановлення у Львові радянської влади отримала у 1946 році сучасну назву на честь міста Борислав у Львівській області.
Тривалий час вулиця сполучала вулиці Заводську і Ткацьку, але за часів незалежності згідно з ухвалою Львівської міської ради була закрита для проїзду, через розширення території Львівської кондитерської фабрики «Світоч». Втім, офіційно вулиця існує, навіть збереглася відповідна табличка на мурі фабрики (станом на травень 2015 року).